# Politiezone MINOS
De politiezone MINOS (zonenummer 5351) is een politiezone, gelegen ten zuidoosten van de stad Antwerpen.  Zij heeft een totale oppervlakte van 57,2 km² en bestaat uit de stad Mortsel en de gemeenten Boechout, Wijnegem en Wommelgem.  De zone wordt omringd door de politiezones Antwerpen, Schoten, Voorkempen, ZARA, Lier en HEKLA, en is een deel van het gerechtelijk arrondissement Antwerpen.
De politiezone is opgericht op 4 februari 2002 en is ontstaan uit de voormalige gemeentelijke politiekorpsen van de zone en de rijkswachtbrigade Mortsel.
De zone wordt geleid door korpschef Siegfried Mertens.
Het hoofdcommissariaat van de politiezone is gelegen aan de Drabstraat 174 in Mortsel.
De naam MINOS is nog afkomstig van de werking in de tijd voorafgaand aan de politiehervorming.  Toen werkten de politiekorpsen samen in een interpolitiezone (IPZ).  De interventies werden geleverd door de Mobiele INterventie Oostrand Stad.  Omdat deze samenwerking reeds enige naamsbekendheid had, is er voor geopteerd om deze naam te behouden.
Sinds eind 2020 is het hoofdcommissariaat verhuisd naar de Drabstraat 174 in Mortsel. Verschillende diensten zijn hier gecentraliseerd om een betere dienstverlening te kunnen bieden.
In 2022 werd aangekondigd dat Borsbeek een fusie aangaat met Antwerpen en zo het tiende district wordt. De gemeente verlaat hierdoor MINOS en vervoegt zich bij PZ Antwerpen vanaf 1 januari 2025.